# Trương Hoành (Tây Lương)
Trương Hoành (chữ Hán: 張橫, bính âm: Zhang Heng) là một thế lực quân phiệt cát cứ ở Tây Lương ở thời kỳ Tam Quốc trong lịch sử Trung Quốc.

## Tiểu sử
Khi Mã Siêu cất quân giao chiến với Triều đình nhà Hán ở Trận Đồng Quan (211), Trương Hoành đã hưởng ứng cuộc khởi sự này. Ông đã góp 10.000 binh lính trong liên quân Quan Trung. Trong Tam Quốc diễn nghĩa, La Quán Trung hư cấu ông là bộ tướng của Hàn Toại trong trận tập kích doanh trại của quân Tào, ông bị sập bẫy và chết, cụ thể là khi Hàn Toại dẫn Bàng Đức, Trình Ngân, Trương Hoành và năm vạn quân, đến thẳng Vị Nam. Tào Tháo sai các tướng ra ngoài đường con trạch dụ đối phương. Bàng Đức dẫn một nghìn thiết kỵ cùng với Trình Ngân, Trương Hoành xông vào tấn công, thì bị trúng bẫy, tiếng hò reo nổi lên, cả người lẫn ngựa đều sa xuống hố. Trình Ngân và Trương Hoành đều chết, chỉ có Bàng Đức thoát được.